# Charles M. Rick
Charles M. Rick, né en avril 1915 à Reading en Pennsylvanie et mort le 5 mai 2002 à Davis en Californie, est un botaniste et généticien des plantes américain, pionnier des recherches sur les origines de la tomate. Il était généralement considéré comme l'autorité mondiale de la biologie de la tomate.

## Biographie
Né en 1915 à Reading en Pennsylvanie, Rick reçut un premier diplôme universitaire (bachelor's degree) en horticulture en 1937 à l'université d'État de Pennsylvanie. Après avoir obtenu un doctorat en génétique de l'université Harvard en 1940, il rejoignit la même année le Vegetable Crops Department (département des cultures légumières) de l'université de Californie à Davis. Retraité de l'université de Californie en 1958, il devint professeur émérite et continua ses recherches. Il est mort le 5 mai 2002 à Davis (Californie).

## Recherches sur la tomate
Le professeur Rick fit pour ses recherches des expéditions dans divers sites de la cordillère des Andes ainsi qu'aux îles Galápagos, où il collecta des centaines d'échantillons de variétés de tomates cultivées et d'espèces de tomates sauvages.
Ses recherches contribuèrent à différents domaines de la génétique des plantes, de l'évolution, du séquençage du génome et de la conservation de graines de tomates et d'espèces apparentées. En 1949, Rick fut l'un des fondateurs de la Tomato Genetics Cooperative (coopérative sur la génétique de la tomate) destinée à favoriser la communication et les échanges sur les découvertes scientifiques entre chercheurs travaillant sur la tomate.
Il publia un bulletin intitulé The cooperative's newsletter depuis ses origines en 1951 jusqu'en 1981.

## Reconnaissance
Rick fut élu à l'Académie nationale des sciences des États-Unis en 1987. Son nom a été donné au C.M. Rick Tomato Genetics Resource Center à l'UC Davis, banque de gènes vivante de la tomate (espèces sauvages apparentées, mutants monogéniques et divers stocks génétiques).